# Фондон
Фондон (ісп. Fondón) — муніципалітет в Іспанії, у складі автономної спільноти Андалусія, у провінції Альмерія. Населення — 989 осіб (2010).
Муніципалітет розташований на відстані близько 390 км на південь від Мадрида, 37 км на північний захід від Альмерії.
На території муніципалітету розташовані такі населені пункти: (дані про населення за 2010 рік)
- Бенесід: 73 особи
- Фондон: 680 осіб
- Фуенте-Вікторія: 236 осіб

## Демографія
Динаміка населення (INE ):